# Cariblatta glochis
Cariblatta glochis är en kackerlacksart som beskrevs av Rehn, J. A. G. och Morgan Hebard 1927. Cariblatta glochis ingår i släktet Cariblatta och familjen småkackerlackor. Inga underarter finns listade.